# Les Cases de Sant Joan
les Cases de Sant Joan o simplement les Cases és una masia a un km a l'oest de Sant Joan de Montdarn al terme municipal de Viver i Serrateix (al Berguedà). Sembla correspondre a una construcció del segle xix. És una masia orientada a l'est del tipus II segons la classificació de J. Danés, amb coberta a dues aigües i carener perpendicular a la façana. És un edifici de tres plantes amb poques obertures, coronades gairebé totes amb llindes a excepció de la porta d'entrada i alguna finestra, que presenten arc rebaixat. Els murs són de pedra amb carreus irregulars, mentre que els angulars són ben escairats. La casa ha degut ser modificada en diverses ocasions. Té alguns cossos afegits.